# Meleh Sheykh
Meleh Sheykh (persiska: مله شیخ) är en ort i Iran.   Den ligger i provinsen Kermanshah, i den nordvästra delen av landet, 400 km väster om huvudstaden Teheran. Meleh Sheykh ligger 1 725 meter över havet och antalet invånare är 261.
Terrängen runt Meleh Sheykh är lite bergig. Runt Meleh Sheykh är det ganska tätbefolkat, med 60 invånare per kvadratkilometer. Närmaste större samhälle är Armanī Jān, 16,9 km öster om Meleh Sheykh. Trakten runt Meleh Sheykh består i huvudsak av gräsmarker.